# Surveillance des navires alliés par l'Axe dans la zone du détroit de Gibraltar
Pendant Théâtre méditerranéen de la Seconde Guerre mondiale
De 1939 à janvier 1944, les services de renseignements de l'Allemagne et de l'Italie, avec l'aide du gouvernement espagnol, maintinrent un réseau de stations de surveillance dans les environs du détroit de Gibraltar. Les stations suivaient les mouvements des navires de guerre et des navires marchands alliés et devinrent une source précieuse de renseignement pour l'Axe, pour les attaques contre les convois alliés. Le gouvernement britannique envisagea d'attaquer les stations à deux reprises en 1942, mais décida plutôt de recourir aux pressions diplomatiques pour les faire fermer. Les stations auraient cessé leurs activités en janvier 1944.

## Activités initiales
L'Abwehr allemande et les services de renseignement italiens établirent un réseau de postes d'observation des navires le long du détroit de Gibraltar en Espagne et au Maroc durant les premières années de la Seconde Guerre mondiale. Cela fut mené avec l'autorisation du gouvernement espagnol dirigé par Francisco Franco.
Alors que l'organisation de surveillance des navires était initialement incompétente, à l'automne 1941, elle était devenue une source efficace de renseignements. À cette époque, les forces de l'Axe opéraient sur l'île d'Alborán, à Algésiras, au cap de Trafalgar, au cap de Gate, au cap des Trois Fourches, à Ceuta, à Malaga, à Melilla, à Tanger, à Tarifa] et à Tétouan. Deux des postes étaient occupés par du personnel espagnol et les autres par du personnel espagnol, allemand et italien. Les Allemands et les Italiens auraient porté un uniforme espagnol pour dissimuler leur présence. La station d'Algesiras, qui se trouvait directement de l'autre côté de la baie de Gibraltar sur le territoire espagnol, était la plus importante et transmettait par radio au moins 20 rapports chaque jour au siège de l'Abwehr à Berlin.
Le gouvernement britannique était au courant du réseau d'observation des navires mis en place par l'Axe et surveillait ses activités en décodant les signaux radio envoyés par le personnel de l'Abwehr. Alors que les Britanniques n'avaient aucun moyen de contrer le réseau en 1941, ce type de renseignement permit le développement de contre-mesures limitées. Les navires alliés opérant près de Gibraltar reçurent l'ordre de naviguer pendant les périodes de faible visibilité et de prendre des routes d'évitement. Les services de renseignements britanniques purent informer le commandement naval de Gibraltar des mouvements de navires signalés par les forces de l'Axe.

## Opération Bodden
En 1941, on commença à construire des bâtiments pour abriter les équipements allemands permettant de suivre les navires à l'aide d'appareils infrarouges et autres appareils à ondes courtes sur neuf sites sur la rive nord du détroit de Gibraltar et cinq sur sa rive sud lors de l'opération Bodden. (Bodden sont des bandes d'eau de mer et des lagunes séparant les îles de la mer Baltique du continent allemand.) La technologie principale utilisée était le bolomètre, qui pouvait détecter la chaleur provenant des navires à proximité et la première de ces installations commença à opérer en février 1942. À la suite de l'approbation de Franco le mois suivant, le réseau fut activé à la mi-avril 1942.,  Grâce aux renseignements d'Ultra extraits des messages radio de l'Abwehr, les Britanniques purent surveiller l'installation des nouveaux équipements et envisager des réponses.
Kim Philby du MI6 surveilla les opérations de l'Abwehr et consulta Reginald Victor Jones, le directeur adjoint du renseignement (science) au ministère de l'Air. Jones déduisit que Bodden était un plan destiné à installer une « alarme infrarouge anti-intrusion »  pour compter les navires entrant et sortant de la Méditerranée. Il sembla qu'il y aurait trois barrages infrarouges parallèles de recherche, juste à l'ouest de l'îlot Persil, qui illuminaient vers le nord en direction d'Algeciras. Le détroit est large d'environ 16 km et Jones pensait que la méthode pouvait ne pas être fiable à cause du scintillement juste au-dessus de la mer. Un plus grand détecteur infrarouge avec une portée plus importante devait être installé près d'Algesiras en direction du sud pour détecter les points chauds sur les navires tels que les cheminées. Si ce dispositif devenait opérationnel, la Marine devrait calorifuger ses cheminées ou envoyer des leurres d'avant en arrière.
Le 7 mars, les autorités de Gibraltar furent averties par l'Amirauté que des navires opérant près du territoire pouvaient être suivis la nuit. En mai 1942, le Comité des chefs d'état-major discuta de l'attaque des sites via des bombardements de sous-marins ou des raids des unités des opérations combinées. Il fut finalement décidé de ne pas attaquer les sites, par crainte que cela provoque une attaque espagnole sur Gibraltar et l'ambassadeur britannique en Espagne, Sir Samuel Hoare, reçut des informations sur les aspects scientifiques de l'opération allemande, sans laisser d’indices que la source était Ultra et fut mandaté pour soulever le point avec le gouvernement espagnol., Hoare insista pour rencontrer Franco pour discuter des nouvelles stations d'observation des navires. Au cours de leur discussion le 27 mai, Hoare présenta un compte rendu détaillé des activités allemandes en Espagne et indiqua que le pétrole livré par les Alliés avait été utilisé dans la construction des installations. Franco nia l’existence du réseau et affirma que le personnel allemand fournissait une assistance technique aux batteries d'artillerie côtières espagnoles. Franco déduisit des commentaires de l'ambassadeur qu'ils constituaient une menace de couper l'approvisionnement en pétrole et promit de mener personnellement une enquête sur le sujet. Franco rencontra le chef de l'Abwehr, l'amiral Wilhelm Canaris, en juin et ordonna la fermeture des stations.,
Le 3 juin, les Espagnols admirent que les Allemands avaient installé des installations de défense côtière mais nièrent que des installations avaient été prévues pour des « intérêts étrangers » et assurèrent que les navires ne seraient pas attaqués en utilisant les informations de ces installations. Les tentatives ultérieures de Canaris pour persuader Franco d'annuler cette décision échouèrent et le ministre espagnol des affaires étrangères assura à Hoare, le 1er juillet, que les sites construits pendant l'opération Bodden seraient fermés et les Allemands renvoyés chez eux, mais les Allemands revendiquèrent le fait que les informations recueillies par ces installations avaient été utilisées pour attaquer un convoi qui passait le détroit dans la nuit du 11 au 12 juillet. Alors que ces sites n'étaient plus opérationnels à la mi-juillet, les Alliés apprirent des décryptages d’Ultra, que les Allemands installaient des équipements dans de nouveaux endroits sur le territoire espagnol.

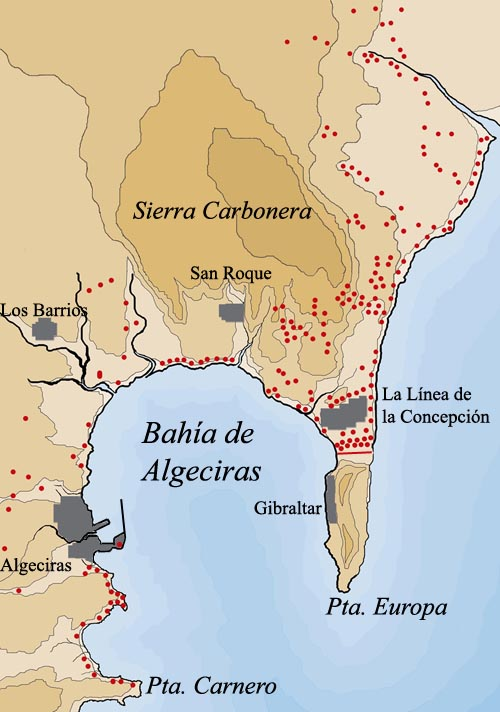
Algésiras à l’est de la baie de Gibraltar.

En juillet et en août, deux nouveaux sites équipés de bolomètres commencèrent leurs opérations près d'Algesiras et de Ceuta. Ces sites détectèrent l'opération Pedestal, un convoi à destination de Malte, au cours de la deuxième semaine d'août 1942 et les attaques aériennes, maritimes et sous-marines de l'Axe entraînèrent de nombreuses pertes. À la suite de cet engagement, le Comité des chefs d'état-major britanniques envisagea de nouveau des contre-mesures contre les sites de bolomètres. Le gouverneur de Gibraltar et le Special Operations Executive proposèrent des attaques directes sur les installations et le chef de la Royal Navy préconisa de les brouiller. Lors d'une réunion tenue le 25 août, les chefs d'état-major décidèrent d’émettre une nouvelle protestation diplomatique, qui fut officiellement déposée auprès du gouvernement espagnol en octobre.
Cette manifestation ne conduisit pas à la fermeture des stations et il est probable qu'elles jouèrent un rôle dans la réponse de l'Axe aux débarquements alliés en Afrique du Nord lors de l’opération Torch en novembre 1942. Les sites n'étaient pas la seule source de renseignement utilisée pour diriger les attaques aériennes contre les convois alliés, car l'armée de l'air allemande effectuait un vol de reconnaissance quotidien au-dessus de Gibraltar à partir de septembre. Les sites des bolomètres furent démantelés à la fin de 1942 et le 29 décembre de cette même année, le gouvernement espagnol ordonna à Canaris de cesser les activités de renseignement en Espagne pour éviter de donner aux Alliés un prétexte pour envahir le pays. Les postes d'observation allemands continuèrent à être maintenus dans la région de Gibraltar, bien que les agents allemands aient été progressivement remplacés par des citoyens d'autres pays et que les sites aient perdu de leur efficacité. Une tentative de réactiver les sites de bolomètres fut tentée au milieu de 1943 mais abandonnée en juillet.
Plus tard en 1943, le gouvernement espagnol, toujours sous la pression des gouvernements alliés, a ordonné la fermeture des stations d'observation des navires restantes et il n'y a aucune preuve que des stations aient fonctionné après janvier 1944., En 1981, Sir Harry Hinsley jugea dans British Intelligence in the Second World War (Histoire officielle des services secrets britanniques de la Seconde Guerre mondiale) que l'opération de surveillance des navires avait été « la forme la plus importante » d'assistance que l'Espagne ait fourni à l'Axe pendant la guerre. En 1943, Jones découvrit qu'une station allemande Elektra Sonne était en train d'être installée près de Lugo, dans le nord-ouest de l'Espagne, dans le cadre d'un système de navigation pour avions et sous-marins. Jones utilisa des photographies de la station pour comprendre comment cela fonctionnait et fournit au Coastal Command des instructions pour l'utiliser sous le nom de code Consol, car elle était plus utile aux Britanniques qu’aux Allemands et plus simple que le Gee.